# Jane Randolph (actrice)
Pour les articles homonymes, voir Jane Randolph et Randolph.

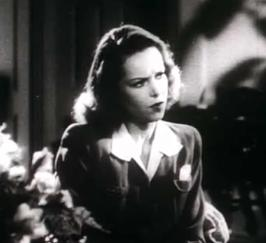
Jane Randolph dans La Féline (1942).

Jane Randolph, née Jane Roemer (30 octobre 1915, Youngstown, Ohio – 4 mai 2009, Gstaad, Suisse), est une actrice américaine.
Elle est née à Youngstown dans l'Ohio. Après avoir grandi à Kokomo dans l'Indiana, elle déménage à Hollywood in 1939 et devient rapidement actrice. Elle est engagée par le studio Warner Bros. et obtient un premier rôle en 1941.
Elle est décédée à Gstaad en Suisse.

## Filmographie sélective
- 1942 : The Falcon's Brother de Stanley Logan
- 1942 : Highways by Night (en) de Peter Godfrey
- 1942 : La Féline (Cat People), de Jacques Tourneur
- 1942 : Bambi, modèle pour les scènes de patinage[3]
- 1943 : Le Faucon pris au piège (The Falcon Strikes Back) d'Edward Dmytryk
- 1944 : La Malédiction des hommes-chats (The Curse of the cat people), de Robert Wise et Gunther von Fritsch
- 1944 : In the Meantime, Darling d'Otto Preminger
- 1945 : Jealousy de Gustav Machatý
- 1946 : In Fast Company de Del Lord
- 1946 : The Mysterious Mr. M de Lewis D. Collins et Vernon Keays
- 1947 : Fool's Gold de George Archainbaud
- 1947 : L'Engrenage fatal (Railroaded!) d'Anthony Mann
- 1948 : Open Secret de John Reinhardt
- 1948 : Deux Nigauds contre Frankenstein (Abbott and Costello meet Frankenstein) de Charles Barton
- 1955 : La Princesse d'Eboli That Lady de Terence Young (non créditée)